# Астраханский мост (новый)
Астраханский автодорожный мост — автодорожный мост через реку Волгу, расположенный в городе Астрахань. По конструкции состоит из двух отдельных мостов длиной 808 и 344 метра.
Так называемый «новый мост» (относительно расположенного ниже по течению совмещённого железнодорожно-автомобильного моста)
расположен на 3040,5 км реки Волга, считая от Московского Южного порта. Пересекает Трусовский и Городской рукава реки Волга в створе улицы Анри Барбюса. Ширина проезжей части составляет 19 метров.
Конструкция моста — неразрезные металлические пролётные строения коробчатого сечения. Установка строений на опоры выполнялась продольной надвижкой.

## Судоходство
В Трусовском рукаве: четвёртый пролёт от правого берега (шириной в пределах судового хода 140 м)
предназначен для судов и составов, идущих вниз; пятый пролёт от правого берега (140 м) — для идущих вверх.
В Городском рукаве второй пролёт от правого берега предназначен для движения судов в обоих направлениях. Ширина пролёта в пределах судового хода 120 метров.

## Транспортный поток
Новый мост является окончанием федеральной автомобильной дороги Р-22 «Каспий». Он соединяет улицу Анри Барбюса (на левом берегу) с улицами Магистральная и Пушкина (на правом берегу). По мосту осуществляется движение автобусов и маршрутных такси. В 1988—2011 годах по мосту проходил маршрут троллейбуса № 3.